# Hoshihananomia katoi boninensis
Hoshihananomia katoi boninensis es una subespecie de coleóptero de la familia Mordellidae.

## Distribución geográfica
Habita en Japón.